# Floresta (Caratinga)
Floresta é um bairro do município brasileiro de Caratinga, no estado de Minas Gerais. Foi criado em 18 de dezembro de 2002 pelo projeto de lei n° 2741. 
Está localizado próximo às grandes cidades de Ipatinga e Governador Valadares.

## Histórico
Designado como loteamento Feliciano Miguel Abdala (Imigrante libanês e fundador da Reserva Particular do Património Natural Feliciano Miguel Abdala), à medida que o bairro foi se desenvolvendo foi criada a associação de moradores que conseguiu implantar um bosque municipal com 4,5 hectares, além de construir praça central com playground, pista de caminhada, aparelhos para exercícios e fonte de água potável.
Quando da fundação do bairro Floresta, por ter este nome, foram catalogadas todas suas ruas com nomes de árvores nativas, como: Travessa Jacarandá, Travessa Gameleira, Rua Parajú, Rua Braúna, Rua Guaribu, Rua Jequitibá, Rua Imbaúbas e Rua Ibisco.

## Características atuais
O Bairro Floresta é conhecido pelas suas iniciativas ambientais. O Bosque Municipal conta com 3,4 hectares e esta área foi reconhecida pelo Instituto Estadual de Florestas (IEF) no Projeto de Recuperação da Mata Atlântica. Hoje o Bosque possui uma diversidade de mudas e madeiras de lei.                                                   

### Pontos de referência
Para quem chega em Caratinga vindo do Rio de Janeiro pela BR-116 o bairro fica à esquerda pelo posto São Rafael.
De ensino
- Colégio Princesa Isabel

Religiosas
- Catedral São João Batista
- Santuário de Adoração Perpétua